# Liste der deutschen Botschafter in Guatemala
Die Liste der deutschen Botschafter in Guatemala enthält die jeweils ranghöchsten Vertreter des Norddeutschen Bundes, des Deutschen Reichs und der Bundesrepublik Deutschland in Guatemala. Sitz der Botschaft ist in Guatemala-Stadt.
Die Leiter der deutschen Gesandtschaft in Guatemala-Stadt trugen folgende Titel:
- 1876–1897 Ministerresident
- 1895–1941 a.o. Gesandter und bev. Minister
- ab 1960 Botschafter

Mit einem Staatsvertrag zwischen dem Deutschen Reich und Guatemala wurde, am 20. September 1887 vereinbart, dass Staatsbürger der beiden Staaten beim Erwerb von Grundstücken auf dem Hoheitsgebiet des anderen vertragschließenden Teils den Inländern gleichgestellt, werden. Dieser Staatsvertrag war zum 14. März 1915 erloschen und wurde am 4. Oktober 1924 durch ein Handelsabkommen zwischen dem Deutschen Reich und Guatemala erneuert.

## Norddeutscher Bund/Deutsches Reich

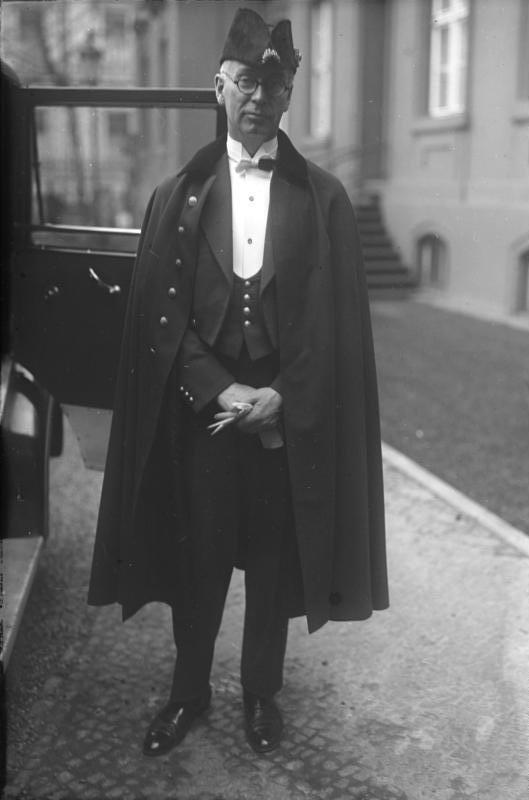
Franz von Tattenbach (1932)

| Name                                                       | Amtszeit  | Anmerkungen                                                        |
| ---------------------------------------------------------- | --------- | ------------------------------------------------------------------ |
| Friedrich C. Augener                                       | 1868–1872 | Konsul des Norddeutschen Bundes, später des Deutschen Kaiserreichs |
| Werner von Bergen                                          | 1876–1892 | Generalkonsul, ab 1883 Ministerresident, ab 1888 Gesandter         |
| Werner von Bergen                                          | 1895–1897 |                                                                    |
| Albrecht von Voigts-Rhetz                                  | 1898–1901 |                                                                    |
| Siegfried Friedrich Kasimir Erbgraf zu Castell-Rüdenhausen | 1901–1903 |                                                                    |
| Franz von Reichenau                                        | 1903–1907 |                                                                    |
| Ulrich Graf von Schwerin                                   | 1907–1909 |                                                                    |
| Hans Philipp Leopold Freiherr von und zu Bodman            | 1909–1910 |                                                                    |
| Friedrich Karl von Erckert                                 | 1910–1923 |                                                                    |
| Carl von Buch                                              | 1909–1914 |                                                                    |
| Curt Lehmann                                               | 1914–1917 |                                                                    |
| Franz von Tattenbach                                       | 1922–1924 |                                                                    |
| Wilhelm von Kuhlmann                                       | 1924–1934 |                                                                    |
| Erich Kraske                                               | 1934–1936 |                                                                    |
| Otto Reinebeck                                             | 1937–1941 |                                                                    |
| Christian Zinsser                                          | 1941      |                                                                    |
| Franz Ferring                                              | 1941      |                                                                    |

## Bundesrepublik Deutschland
| Name                        | Amtszeit  | Anmerkungen           |
| --------------------------- | --------- | --------------------- |
| Eugen Klee                  | 1954–1956 |                       |
| Karl Heinrich Panhorst      | 1960–1964 |                       |
| Gerhard Roedel              | 1964–1966 |                       |
| Wilhelm Helmuth van Almsick | 1966–1968 |                       |
| Karl Graf von Spreti        | 1969–1970 |                       |
| Werner Reichenbaum          | 1970–1972 | Geschäftsträger a. i. |
| Wolfram Hucke               | 1972–1975 |                       |
| Gerhard Dohms               | 1975–1979 |                       |
| Walter Islebe               | 1979–1982 |                       |
| Kurt Arthur Schwartze       | 1982–1984 |                       |
| Peter Bensch                | 1984–1990 |                       |
| Henning Dodenberg           | 1990–1994 |                       |
| Joachim Neukirch            | 1994–1999 |                       |
| Walter Eickhoff             | 1999–2004 |                       |
| Claude Robert Ellner        | 2004–2007 |                       |
| Peter Linder                | 2007–2010 |                       |
| Thomas Schäfer              | 2010–2013 |                       |
| Matthias Sonn               | 2013–2016 |                       |
| Harald Klein                | 2016–2021 |                       |
| Ricarda Redeker             | 2021–2024 |                       |
| Hardy Boeckle               | seit 2024 |                       |